# Hypseleotris
Zur Gattung Hypseleotris gehören etwa ein Dutzend Süßwasser-Grundelarten aus der Familie der Schläfergrundeln, die mit ihrer lateral zusammengedrückten Körperform an kleine Karpfenfische (Cyprinidae) erinnern.

## Merkmale
Die Gattung wird durch mehrere morphologische Merkmale gekennzeichnet. Kennzeichen sind ein stark lateral zusammengedrückter Kopf und Körper, ein kleines Maul, das nicht bis an den vorderen Rand der Augenhöhle reicht, eine längliche Körperhöhle mit mehreren analen Flossenträgern, die dem ersten hemalen Wirbelfortsatz (ventral hemal spine) vorausgehen, und ein eiförmiger Fleck an der rückseitigen Basis der Brustflosse.
Die Grundeln innerhalb der Gattung werden je nach Art zwischen 6 und 12 cm lang. Sie weisen Geschlechtsdimorphismus auf. Farbe und Zeichnung ändern sich saisonal (beispielsweise mit der Balz) und mit zunehmendem Alter der Fische.

## Vorkommen und Habitat
Die Gattung Hypseleotris hat ein großes Verbreitungsgebiet von Südafrika bis nach Japan und von Südostasien bis nach Australien. Die Art H. cyprinoides kommt dort weit verbreitet vor, während H. compressa nur aus Australien und Neuguinea bekannt ist. Die Vorkommen der anderen Arten sind lokal begrenzt auf Australien. Die meisten Arten leben permanent im Süßwasser, obwohl gerade die Arten mit großem Verbreitungsgebiet eine gewisse Salzwassertoleranz aufweisen und deren Larvenentwicklung durch Verdriftung in küstennahen, salzhaltigen Gewässern stattfindet.

## Systematik

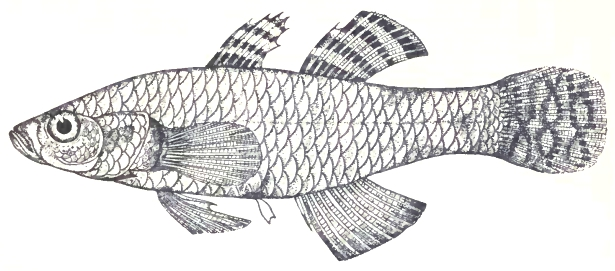
Die Exemplare der von Herre 1927 als Hypseleotris pangel beschriebenen Fische sind seit dem Zweiten Weltkrieg verschollen.

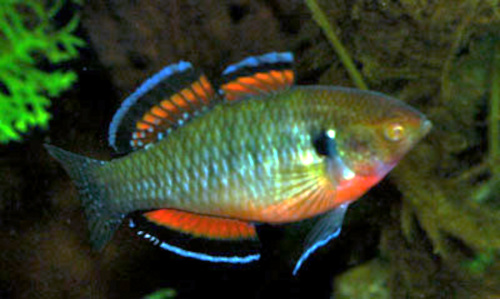
Hypseleotris compressa im Aquarium

Die Systematik der etwa ein Dutzend Arten innerhalb der Gattung Hypseleotris, insbesondere der außer-australischen Arten, ist noch Gegenstand der Forschung. Fishbase listet 16 Arten innerhalb der Gattung Hypseleotris, während Thacker & Unmack (2005) nach morphologischen und molekularen Untersuchungen H. dayi, H. leuciscus (Bleeker, 1853), H. tohizonae Steindachner, 1880 und H. guentheri (Bleeker, 1875) nicht als eigenständige Arten, sondern als Synonym für Hypseleotris cyprinoides betrachten. Die Gattungszugehörigkeit der Arten Hypseleotris compressocephalus Chen & Zheng, 1985 aus China, Hypseleotris everetti (Boulenger, 1895) und Hypseleotris hotayensis (Mai, 1978) aus Nordvietnam ist zweifelhaft. Die Museumsexemplare von H. pangel Herre, 1927 sind seit dem Zweiten Weltkrieg verschollen, so dass eine Validierung dieser Art praktisch unmöglich ist.
Arten aus der Region Kimberley (Australien), am nächsten verwandt mit H. compressa:
- Hypseleotris barrawayi Larson, 2007, Gebiet des Oberlaufs des Katherine River (Northern Territory)
- Hypseleotris ejuncida Hoese & Allen, 1983, Gebiet des Prince Regent River (Western Australia)
- Hypseleotris kimberleyensis Hoese & Allen, 1983, Gebiet des Barnett River im Fitzroy-Flusssystem (Western Australia)
- Hypseleotris regalis Hoese & Allen, 1983, Gebiet des Oberlaufs des Prince Regent und des Roe River (Timorsee)

Weitere Arten:
- Hypseleotris aurea (Shipway, 1950), Gebiet des Murchison River und Gascoyne River (Western Australia)
- Hypseleotris compressa (Krefft, 1864), Unterläufe und küstennahe Flüsse von Nord- bis Ostaustralien und Südneuguinea
- Hypseleotris cyprinoides (Cuvier & Valenciennes, 1837)
- Hypseleotris galii (Ogilby, 1898), küstennahe Flüsse in Ostaustralien
- Hypseleotris klunzingeri (Ogilby, 1898), an der Ostküste Australiens und im Murray-Darling-Flusssystem

Die Gattung, d. h. ein Vorfahre von H. cyprinoides, hat sich ursprünglich von Südostasien wahrscheinlich über marine Habitate bis nach Australien ausgebreitet. Dort haben sich die australischen Süßwasser-Arten entwickelt, die eine monophyletische Gruppe bilden. Eine Klade breitete sich im Nordwesten (Nordküste und Kimberley, Pilbara), eine weitere im Südosten Australiens (Ostküste und Murray-Darling Becken) aus. Von dort sind noch weitere unbeschriebene Arten bekannt.